# Porsche 944
Porsche 944 — спортивный заднеприводный автомобиль с посадочной формулой 2+2, выпускавшийся Porsche на заводе Ауди в Неккарзульме (ФРГ) и на основном заводе Porsche в Штутгарте с 1982 по 1991 год. Имел 4-цилиндровый рядный двигатель (также и в турбированом варианте) объемом 2479 куб. см (2,5 л), а позже 2,7 и 3,0 л. Оснащался 5-ступенчатой МКПП, опционально устанавливалась 3-ступенчатая АКПП.
Компоновка двигателя и трансмиссии была такой же, как у более раннего Porsche 924: двигатель располагался спереди, а коробка передач на задней оси, соединяясь с двигателем посредством вала, проходящего в защитной трубе, что обеспечивало близкую к 50:50 развесовку по осям (50,7 % на передней оси и 49,3 % на задней).
В конце 1985 года был проведён рестайлинг модели, изменивший салон (квадратная панель с жёлтыми приборами уступила место современной овальной) и техническую часть автомобиля; в 1987 году дополнительно проведен ряд существенных технических доработок, наиболее заметных в обновлённой ходовой части автомобиля (автомобили стали выпускаться с т.н. «широкой подвеской»).
В течение всего времени производства модели версии для американского рынка внешне заметно отличались силовыми бамперами и дополнительными катафотами в них. Версия модели в кузове купе со сдвижной (съёмной) крышей называлась targa, заметно отличаясь при этом от называвшегося так же кузова у модели 911. Версия S2 (1989-1991 гг.) и поздние turbo (только 1991 года) также выпускались в кузове кабриолет.

## Модификации
| Годы производства | Модификация       | Объём двигателя | Мощность |
| ----------------- | ----------------- | --------------- | --- |
| 1982 - 1987       | 944               | 2.5 л           | европейский рынок: 163 л. с. (120 кВт) американский рынок 1982—1985: 143 л. с. (105 кВт) американский рынок 1985—1987: 147 л. с. (108 кВт) |
| 1988              | 944               | 2.5 л           | 163 л. с. (120 кВт) |
| 1987 - 1989       | 944 S             | 2.5 л           | 190 л. с. (140 кВт) |
| 1985 - 1988       | 944 Turbo (951)   | 2.5 л           | 220 л. с. (162 кВт) |
| 1988              | 944 Turbo S (951) | 2.5 л           | 250 л. с. (184 кВт) |
| 1989              | 944               | 2.7 л           | 165 л. с. (121 кВт) |
| 1989 - 1991       | 944 S2            | 3.0 л           | 211 л. с. (155 кВт) |
| 1989 - 1991       | 944 Turbo (951)   | 2.5 л           | 250 л. с. (184 кВт) |